# How to Be Dead
«How to Be Dead» es el último sencillo del álbum Final Straw, de Snow Patrol. Fue liberado el 25 de octubre de 2004. Es una canción de tiempo lento, que detalla le conversación de una pareja. La canción apareció de banda sonora de American Pie: Band Camp y Wicker Park.

## Lista del sencillo
- CD

1. «How to Be Dead» (CLA Mix).
2. «You Are My Joy» (Live at Somerset House).
3. «Chocolate» (Grand National Mix).

- Alemania 3 "CD

1. «How to Be Dead» (CLA Mix).
2. «You Are My Joy» (Live at Somerset House).

- 7 "

1. «How to Be Dead» (CLA Mix).
2. «You Are My Joy» (Live at Somerset House).

- Promo CD

1. «How to Be Dead» (CLA Edited Mix).